# 孙文淑
孙文淑（1910年—1994年），北京人，中华人民共和国政治人物。
担任河北省教育厅厅长。1954年，当选第一届全国人民代表大会代表。

## 家庭
丈夫是杨秀峰。